# فرودگاه شهری لینکولن

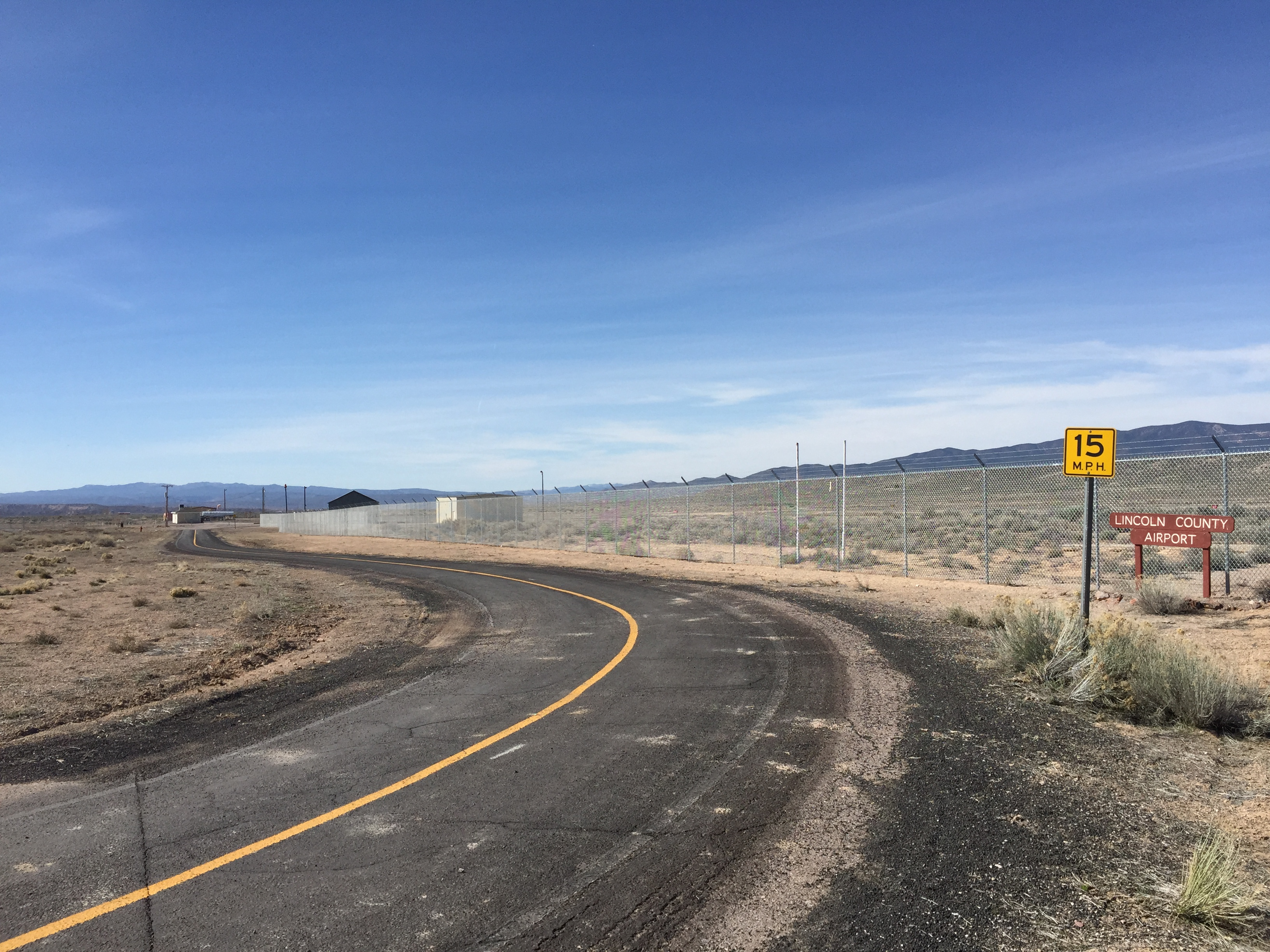
فرودگاه شهری لینکولن در ایالات متحده آمریکا

فرودگاه شهری لینکولن (به انگلیسی: Lincoln County Airport) یک فرودگاه همگانی بهره‌برداری هوایی است که یک باند فرود آسفالت دارد و طول باند آن ۱۴۰۸ متر است. این فرودگاه در کشور ایالات متحده آمریکا قرار دارد و در ارتفاع ۱۴۷۲ متری از سطح دریا واقع شده است.